# Nevada State Route 374
Die Nevada State Route 374 (kurz NV 374), auch Death Valley Road, ist eine State Route im US-Bundesstaat Nevada und verläuft teilweise im Death-Valley-Nationalpark.
Die State Route beginnt an der Daylight Pass Road an der Grenze zu Kalifornien und endet am U.S. Highway 95 in Beatty. 